# 기독교 신학자
신학자(theologian of Christianity)란 기독교의 진리를 쳬계적으로 연구하는 학자로 정의된다. 개신교의 창시자 격인 신학자 마르틴 루터에 따르면 진리란 삼위일체 하느님(하나님)이며 그의 특별계시인 성경이다. 그러므로 신학자는 하나님의 계시를 통하여 하느님의 본질과 그의 사역 그리고 역사적으로 형성된 기독교의 교리들을 해석하고 연구하는 자이다. 해석학적 신학과 관련하여 신학자 게하르트 에벨링(G. Ebeling)은 기독교 "신학사란 성경해석의 역사"라고 본다. 따라서 신학자는 전통과 현재의 주제들을 성경 계시를 통하여 조직적으로 연구하고 해석하는 임무를 가진다. 신학자는 자신을 위하여 학문을 연구하는자가 아니라 교회의 공적인 유익을 증진시키기 위하여(publicum Ecclesiae bonum induxisset) 또 사회와 국가가 바른 방향으로 갈수 있도록 예언적 사명을 수행하는 자이다.

요한칼빈탄생500주년기념사업회 주관으로 칼빈500대회에 모인 국내 신학자들, 2009년 6월 22일, 서울교회

## 정의
옥스포드 사전에 따르면 신학자는 신학이라는 단어와 사람이라는 접미사가 결합하여 만들어진 단어이다. 특별히 기독교 신학에 정통한 사람을 말한다.(theology + -an,  a person versed in theology, especially Christian theology; divine). 즉 기독교 신학자란 어원적으로 기독교 신학을 연구하는 학자이다. 실존주의 철학자 쇠렌 키르케고르는 신학자는 다른 사람이 괴로워하는 사실들을 연구하는 교수라고 했다. 야로슬라프 펠리칸(J. Pelikan)은 신학자란 신약시대의 서기관과 바리새인이라고 주장했다.

## 신학자들 분류
스텐리 그랜츠와 로저 올슨(Who needs theology?)의 5 분류는 다음과 같다.

- 대중 신학자 (FOLK THEOLOGIAN)는 친구, 가족, 전통을 비판없이 받아드리는 학자이다.
- 평신도 신학자 (LAY THEOLOGIAN)는 자신의 신앙을 비판적으로 평가하고 다른 사람들의 신앙을 단순하게 받아들이지 않는 사람이다.
- 목회 신학자 (MINISTERIAL THEOLOGIAN)는 자신의 신앙을 비판적으로 평가하고 다른 사람들의 신앙을 강하게 믿는자들이다.
- 전문 신학자 (PROFESSIONAL THEOLOGIAN)는 신학적 소명이 기독교인들과 목회자들을 신학적 지식과 도구들을 사용하여 가르치는 자이다.
- 학문 신학자 (ACADEMIC THEOLOGIAN)는 신학을 공부하는 전문 신학자들에게 유익이 있지만 학문 신학자들의 작품들이 기독교인들과 교회를 위해서는 큰 도움을 주지 못한다.

## 중세시대
기독교의 대표적인 신학자이자 북아프리카 교회의 주교였던 성 아우구스티누스 주교는 신학을 하나님에 관하여 이해하는 것 또는 말하는 것(de divinitate rationem sive sermone)으로 정의했다. 신학자는 하나님을 논하는 자이다. 로마 가톨릭 신학자인 토마스 아퀴나스는 신학의 정의를 다음과 같이한다. "Theologia a Deo docetur, Deum docet, et ad Deum ducit.” 그는 신학이란 하나님에 의해 가르침을 받고, 하나님을 가르치고, 그리고 하나님께 인도되는 것이라고 한다. 그러므로 두 학자로부터 신학자의 모습을 발견할 수 있는데 신학자는 하나님을 연구하는 것이 제일의 과업이다.

## 개신교 종교개혁자들

#### 마르틴 루터

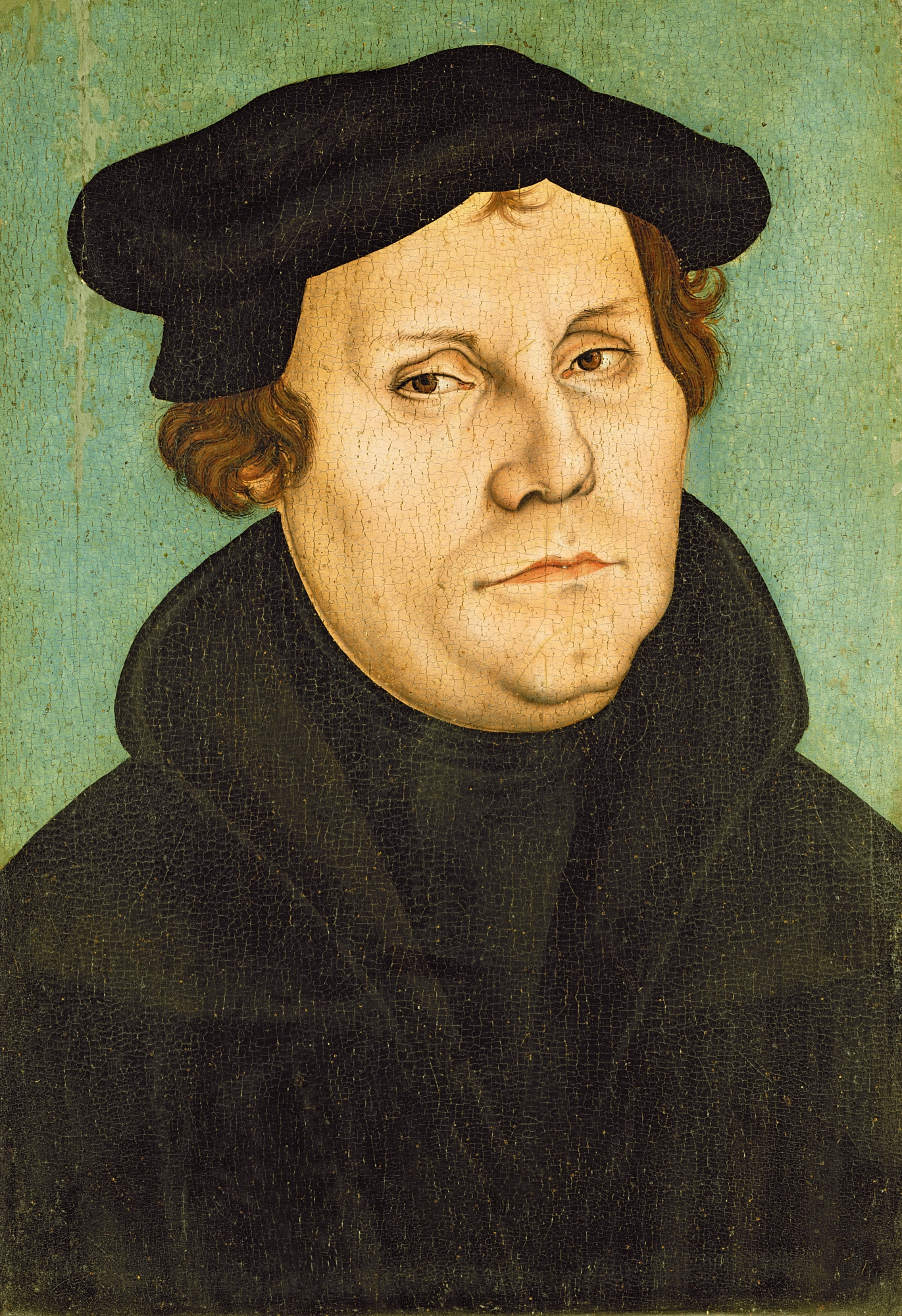
독일의 신학자 마르틴 루터, 개신교 신학의 기초자

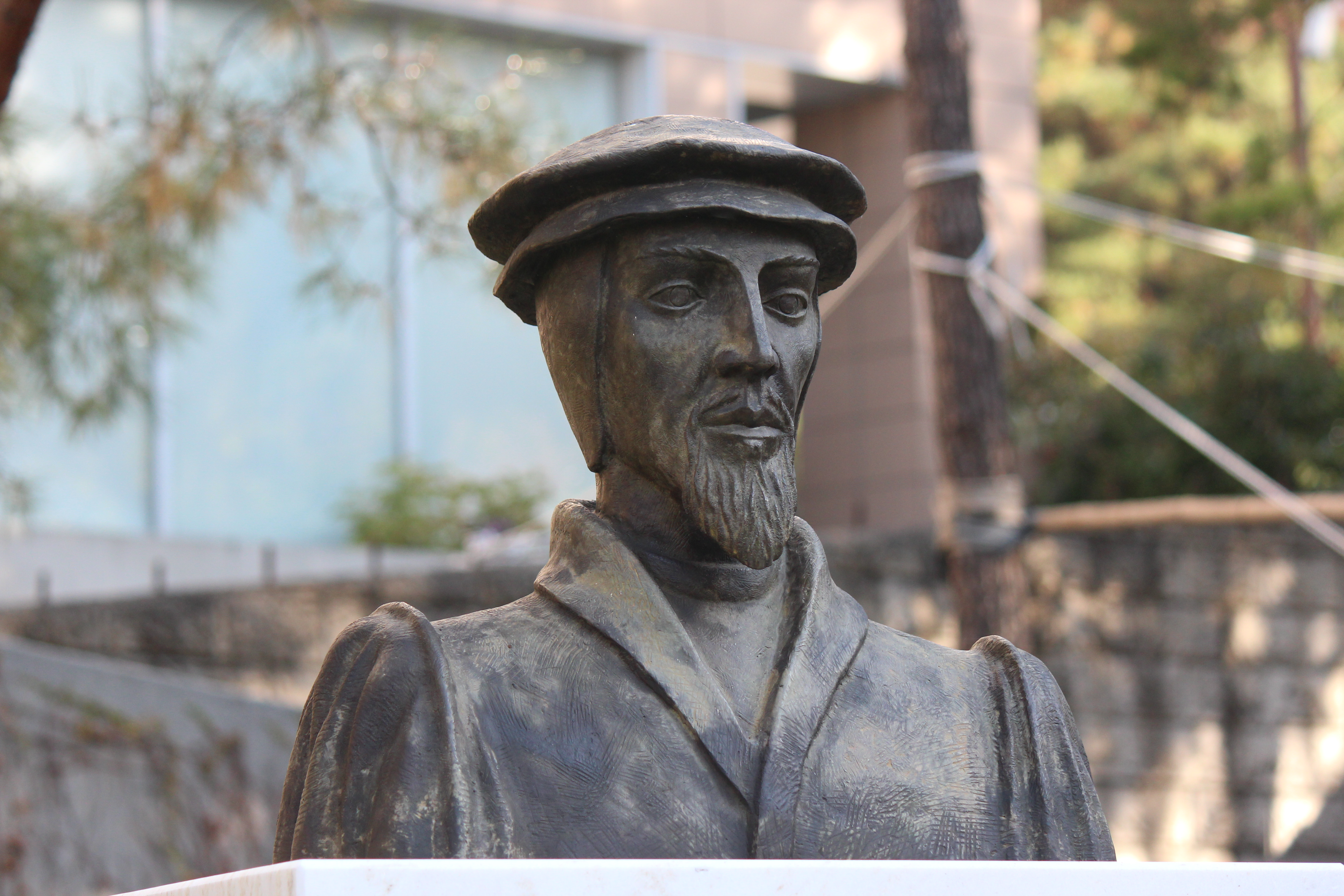
기독교 정통신학의 완성자인 프랑스의 신학자 장 칼뱅의 동상

마르틴 루터는 그의 유명한 갈라디아 주석 2장 14절에서 율법과 복음을 올바르게 구분할 수 있는 사람은 하나님께 감사하는 이성을 가지고 있으며 그 사람이야 말로 참된 기독교 신학자라고 말한다. 이런 분리가 없이는 기독교 교리는 불가능하다고 한다.(The person who can rightly divide Law and Gospel has reason to thank God. He is a true theologian, The right separation between Law and Gospel is very important to know. Christian doctrine is impossible without it. Let all who love and fear God, diligently learn the difference, not only in theory but also in practice. Martin Luther, Commentary on Galatians 2:14) 한병수 교수는 루터는 율법과 복음의 올바른 구분이 참된 신학자를 구분하는 최고의 시금석, “기독교의 최상위 예술,” 그리고 “모든 기독교 교리의 총화”(summam totius Christianae doctrinae)라고 묘사했다고 한다. 또한 루터는 하이델베르크 논제 19조에서 ‘창조된 만물에 근거하여 하나님의 보이지 않는 것을 해석하려고 추구하는 사람은 신학자라고 불릴 수 없다.'고 한다. 논제 20에서는 ‘그러나 십자가와 고난을 의미하는 하나님의 배후의 부분들과 보이는 것을 이해하려고 하는 사람은 신학자라고 불릴 만하다.
(십자가 신학을 참조하십시오) 루터는 기독교 신앙의 사회적 실천을 중요하게 생각했다.  홍주민 교수에 따르면, 루터는 "그리스도인은 모든 사람의 종"이라 이해했다. 사회적 약자들을 배려하는 기독교 공동체의 섬김으로써 신앙을 실천할 책임이 있다고 이해한 것이다.

#### 칼뱅
칼뱅은 신학자를 성경의 해석자라는 관점에서 본다. 그가 쓴 기독교 강요 서문에서 자신의 작품이 바로 성경을 보다더 잘 이해하는 위한 것임을 밝힌다. 칼빈은 신학자는 비성경적 인것을 가지고 상상하는 것이 금물이라고 한다.

## 신학자의 임무
신학자의 의무는 하나님의 진리의 말씀인 성경을 바르게 연구하는 자이다. 칼빈은 신학자의 의무는 그리스도만 갈망하고, 바라보며, 배우고, 연구하는 자라고 한다. 칼뱅은 사람이 조작한 것을 섞지 않도록 할 것이며, 사람이 자기 생각을 첨가할 때 하나님의 신비는 더렵혀진다고 보았다.  신학자의 임무라는 것은 말로 귀를 즐겁게 하는 것이 아니라 참으로 확실하고 유익한 것을 말하고, 우리의 양심을 강화시키는 것이라고 한다.
신학자는 독자적 연구에 갇혀있지 않고 교회 공동체와 사회를 위한 공공신학자이다.  신학자는 공적장소인 신학교나 대학교에서 강의하고 자신의 신학연구를 신학회에서 발표를 통하여 또 논문을 출판하여 검증을 받아야 한다. 특별히 신학교 교수는 하나님 지식과 인간에 대한 지식을 연구하면서 모든 성도들이 세상에서 바른 지식을 얻어 풍성한 삶을 살도록 당면한 문제를 분석하고 연구하여 해답을 찾아야 할 과제를 안고 있다.
칼 바르트는 신학자의 임무와 역할에 대해 다음과 같이 말한다.
진정한 개신교적 가르침에 따르면 '신학자'라는 용어는 신학 교수나 신학생이나 이른바 성직자에게 한정되지 않는다. 이 용어는 그리스도교 공동체 전체에게 맡겨진 신학적 사명을 유념하는 모든 그리스도인, 곧 자신의 고유한 재능에 따라 공통의 노력을 공유하기를 원하고 또 그렇게 할 능력이 있는 모든 그리스도인을 가리키는 말이다.
미국의 흑인 신학자 제임스 H. 콘은 "하느님의 백성, 특히 억압 속에 살아왔던 흑인들이 세상 속에서 자유를 쟁취하는 과정에서 경험하는 것들을 해석학적으로 밝히는 작업" 이었다.
신학자들의 책임이란, 바로 하느님의 백성들의 억압과 해방 경험을 그리스도의 고통과 부활의 맥락 속에서 재해석하고, 하느님의 해방 사업에 참여하는 행동(praxis)이 어떤 것인가 명료하게 밝혀 주는 것이라고 주장한다.
성경신학자 박윤선은 그의 책 <성경과 신학>에서 신학자의 임무에 대하여 몇가지를 제시한다.
첫번째 신학자는 성경의 원리에 의하여 성경을 해석할 것을 말한다. 신학은 성경을 교리적으로 사색하는 학문이다. 물론 이것은 특수한 학문이라고 할 수 있는 신앙적 학문이다. 따라서 신학의 근거와 규준(規準)은 성경뿐이다. 그럼에도 불구하고 신학자들 중에는 신학을 말함에 있어서 인간의 철학에 근거하는 이들이 있다. 위기신학(Crisis Theology)이 그러했고, 신 해석학(New Hermeneutics)이 그러했다. 성경은 성경의 원리에 의하여 해석되어야 한다는 것은 교리적인 사색에서도 지켜져야 한다고 한다.
두번째 신학자들은 성경의 교훈대로 순 타율주의(純他律主義)에서 말해야 된다고 한다. 신학자에게도 '내가 말한다'는 위치가 전혀 부여되어 있지 않다고 한다. 그는 다만 '여호와께서 말씀하시기를'이라고 하면서 하나님의 말씀을 수종들어야 할 위치에 있을 뿐이다고 한다. 그러므로 계시의존사색(啓示依存思索)만이 그의 지켜나아갈 궤도라고 한다.
세번째 신학자는 단순한 연구자가 아니고 그는 하나님의 청지기이라고 한다. 따라서 그의 직무 수행에 있어서 그 스타일조차도 섬김의 성격을 나타내야 한다. 그런데, 자칫 잘못하면 신학자들이 학자로서의 교만(academic pride)을 풍기게 되기 쉽다. 신학도 일면 학문이니만큼 그 표현에 있어서 학문상 전문술어를 사용하지 않을 수 없다. 그렇지만 그 논술의 스타일에 있어서도 무
언 중 자아 주장을 풍겨서는 안된다고 한다.
네번째 신학운동은 학문운동이 아니고 하나님을 높이는 운동으로 본다. 이 일은 사람의 힘으로 할 수 없고 오직 하나님의 능력으로만 할 수 있다. 그러므로 이 운동은 동시에 기도운동이어야 한다. 기도 없는 연구작업은 마침내 인본주의로 떨어지게 된다. 참된 기도로 뒷받침하는 신학 연구는 동시에 경건(敬虔)의 능력을 소유한다고 한다.

## 중요 신학자들
기독교에서 대표적인 신학자는 아우구스티누스, 아퀴나스, 옥캄, 루터, 츠빙글리, 칼빈, 낙스, 웨슬리, 조나단 에드워즈, 찰스 핫지, 그리고 현대 신학자들로서는 아브라함 카이퍼, 바빙크,  칼 바르트, 불트만, 에밀 브루너, 본회퍼, 라인홀드 니버, 해방신학자인 레오나르도 보프, 구스타보 구티에레즈 등이 있다.
한국의 대표적인 신학자들은 박형룡, 김재준, 박윤선, 한상동, 이종성, 신복윤, 배제민, 오병세 민중신학자인 심원 안병무, 성공회 신학자 양권석(예레미야)신부, 천주교가 탄압받던 시기에 평신도 신학자로 활약한 정약종(아우구스티노), 정하상(바오로)등 수많은 학자들이 있다 한국교회와 사회를 위해 관심갖는 신학자들도 다수 있다.

## 신학자와 과학자
신학자는 믿음에 따라서 학문적 성취를 이루고 과학자는 이성과 실험에 근거한 증거들에 의하여 과학적 발전을 이룬다. 유명한 우주 과학자 로버트 자스트로의 일화를 소개한다.
```
이성의 힘으로 자신의 믿음에 따라서(by his faith in the power of reason) 살아가는 과학자들은 무지의 산(the mountains of ignorance)을 측정하려고  마지막 산위에 있는 바위위에 막 오르려는 순간 이미 수세기전에 그곳에 먼저와서 앉아있는 신학자들의 무리에 의해서 환영을 받는다는 유명한 이야기를 전한다.
```

— Robert Jastrow, The Enchanted Loom: Mind in the Universe, (1981), p. 19.

국내 기독교 신학자들 사진들
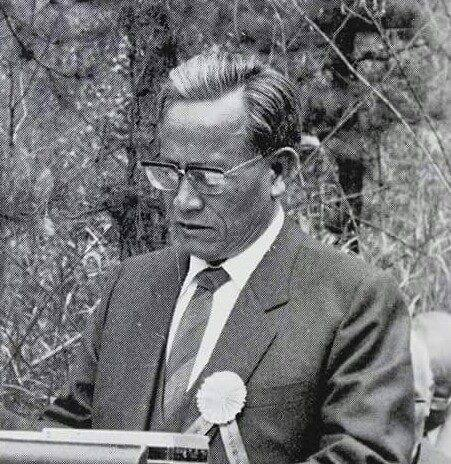
박윤선 박사
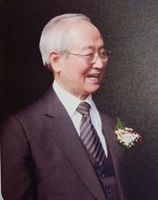
신복윤 박사
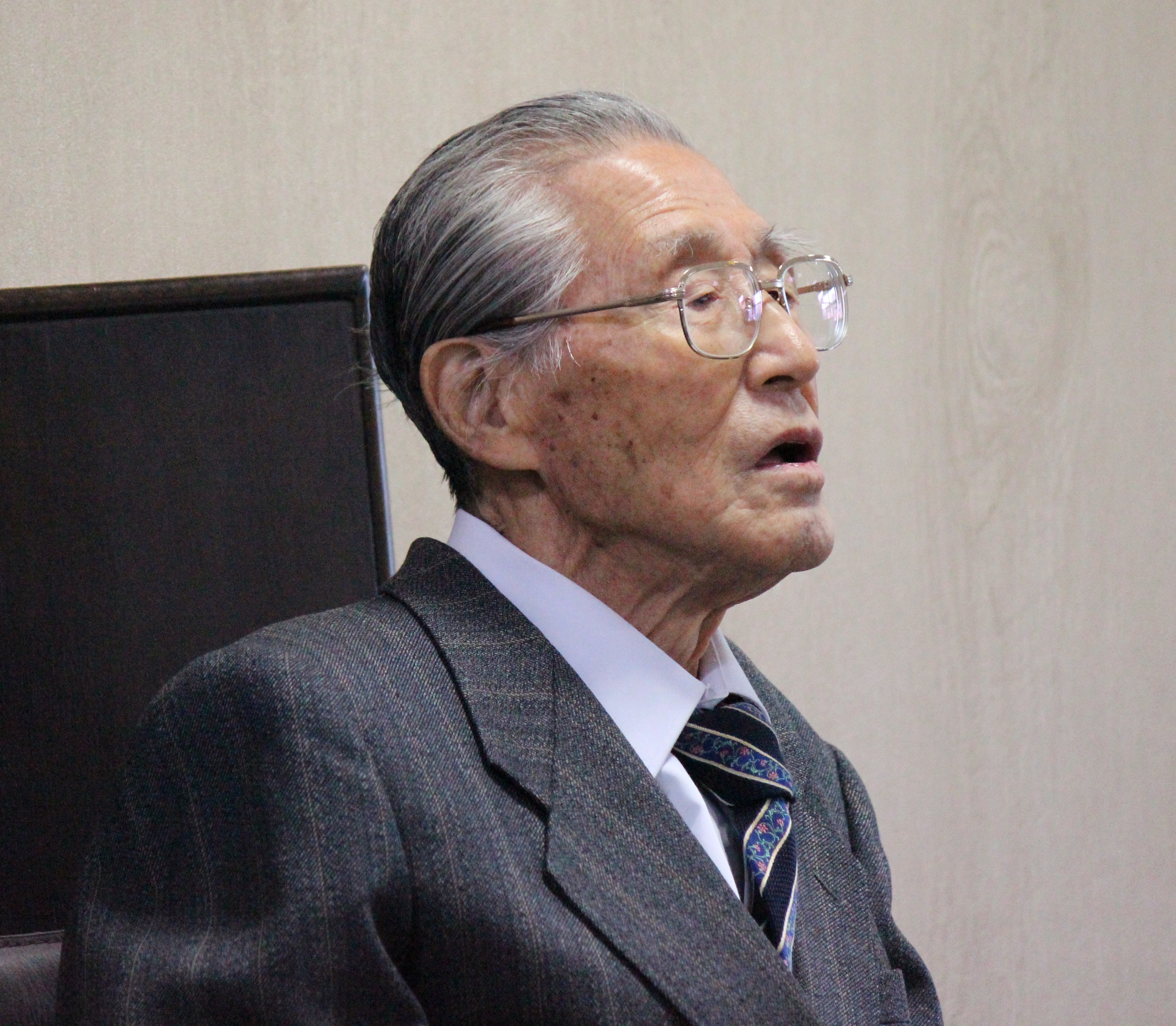
한철하 박사
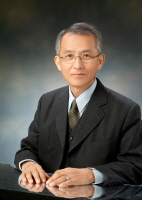
황성철 박사
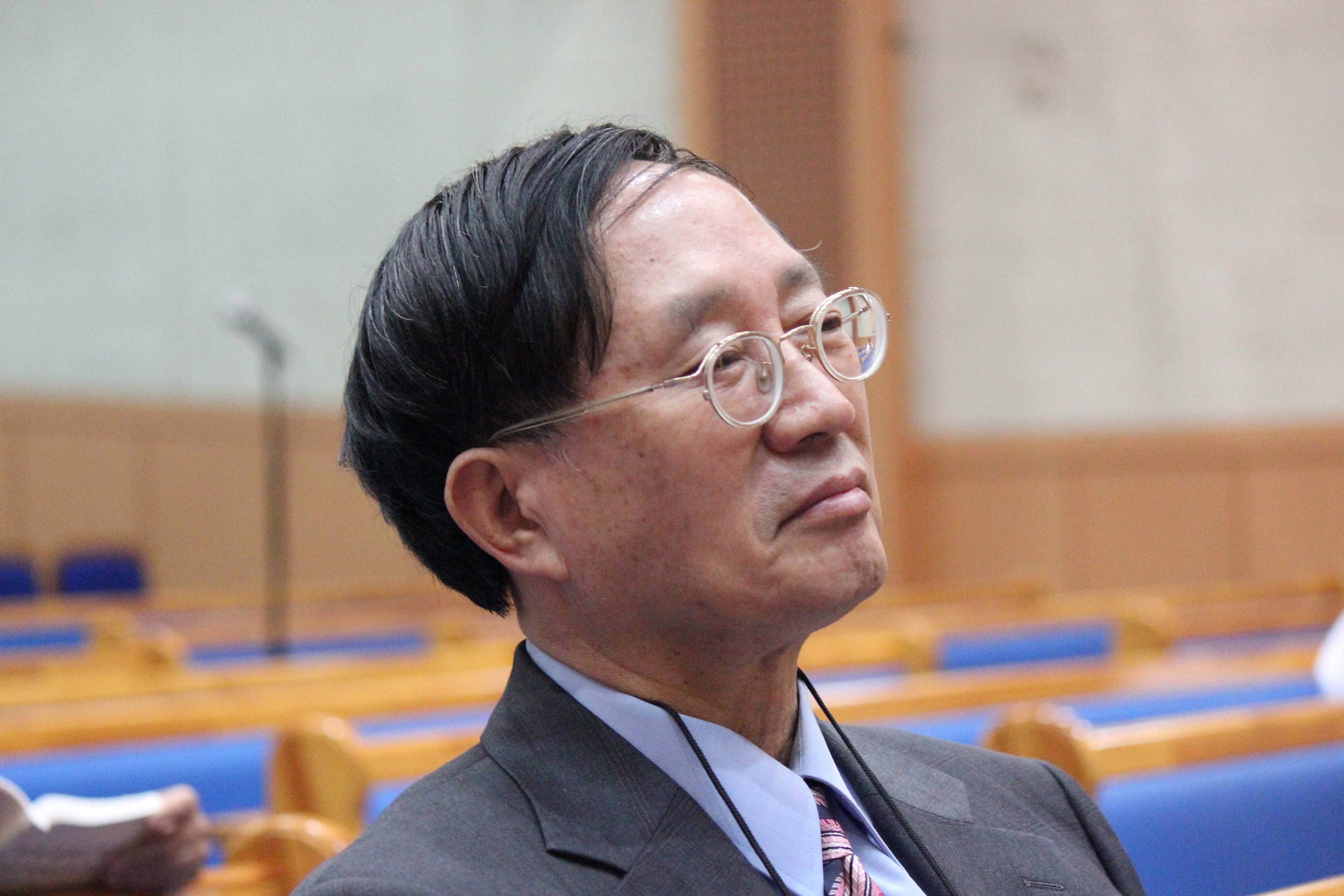
김영한 박사
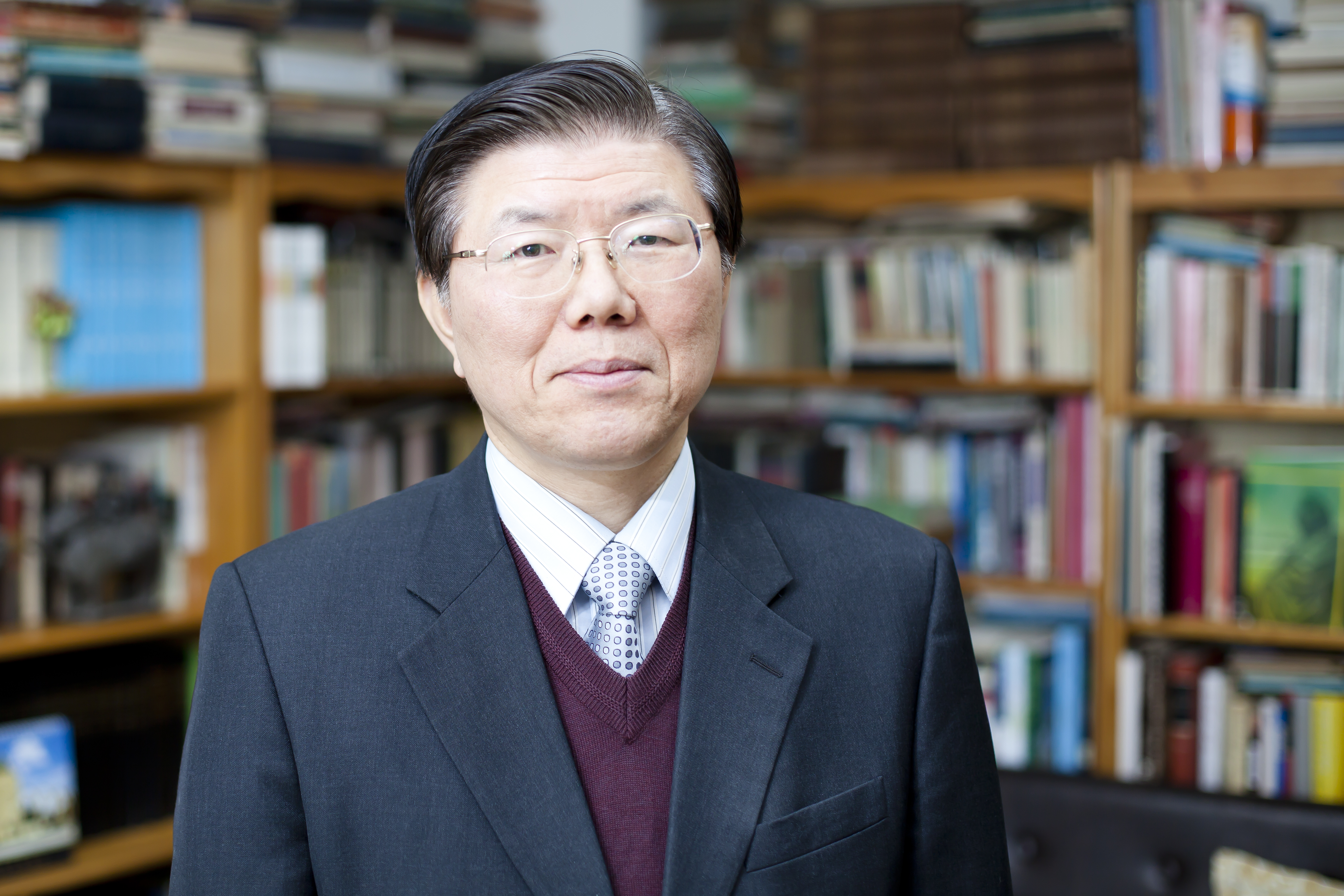
안명준 교수, 평택대학교 연구실
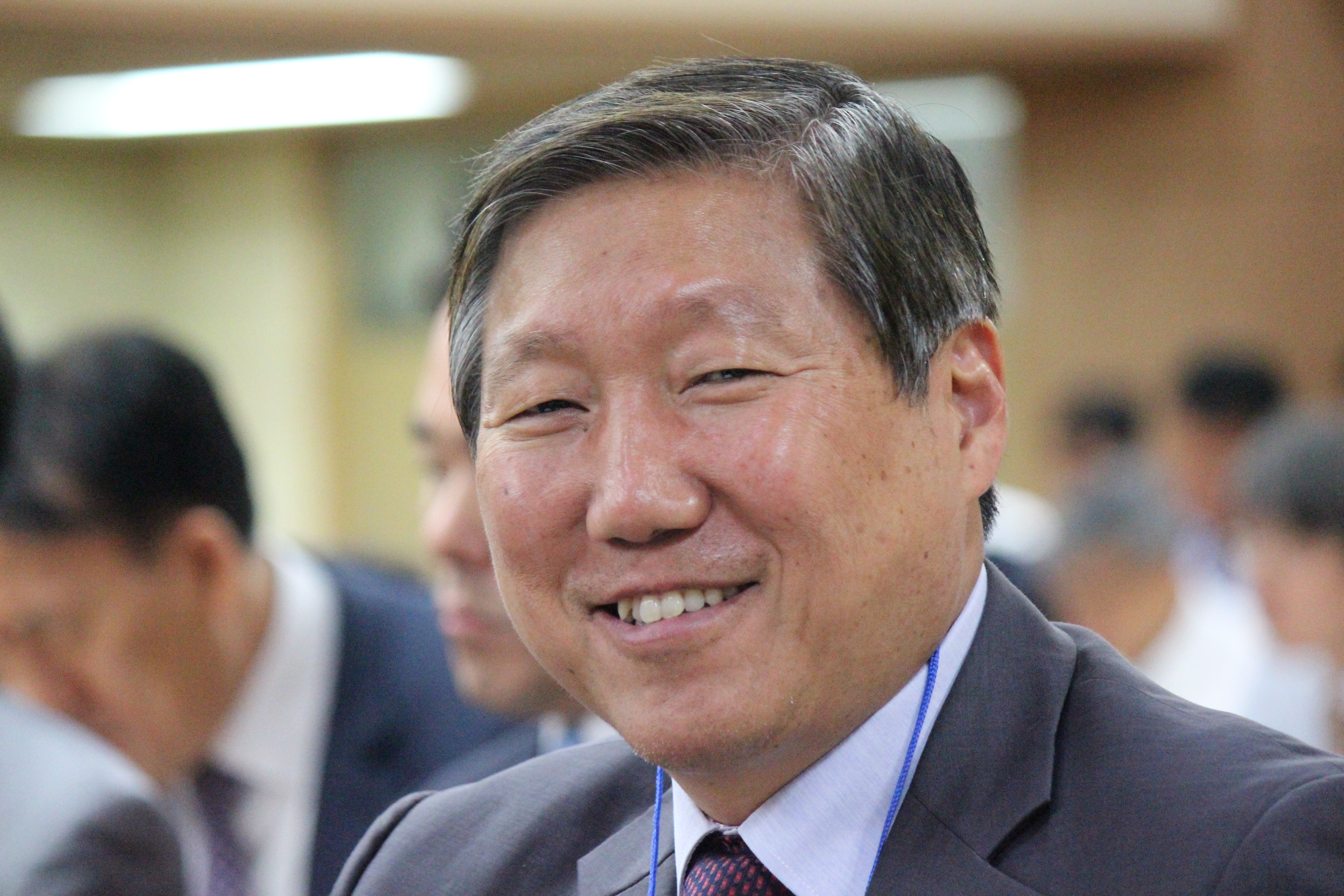
한국개혁주의설교연구원 서창원 박사, 한국개혁신학회 (백석대학교)
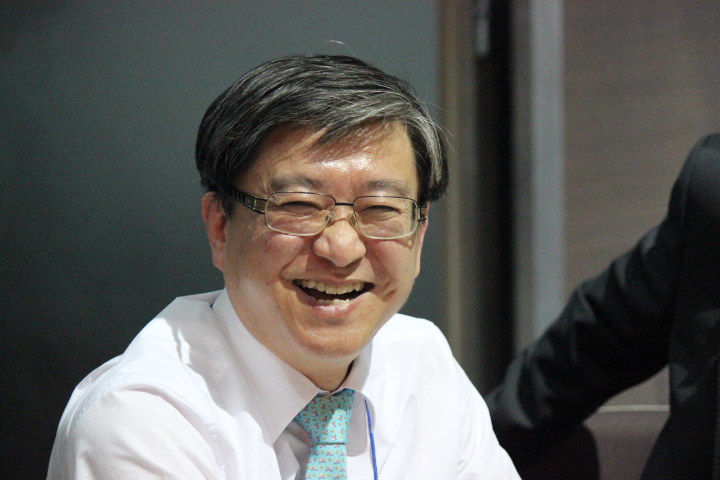
합동신학대학원대학교 이승구 박사
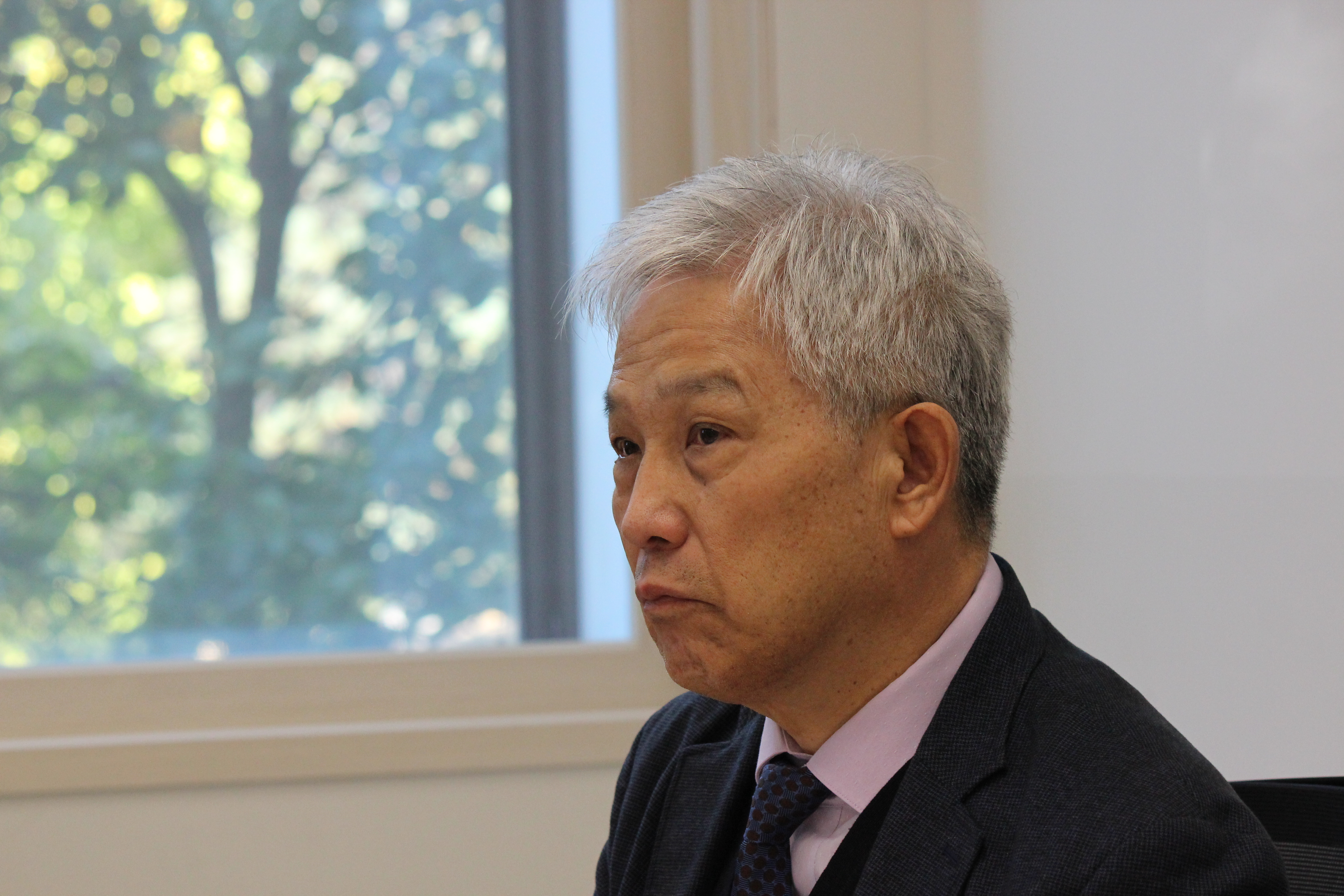
광신대 조봉근 박사
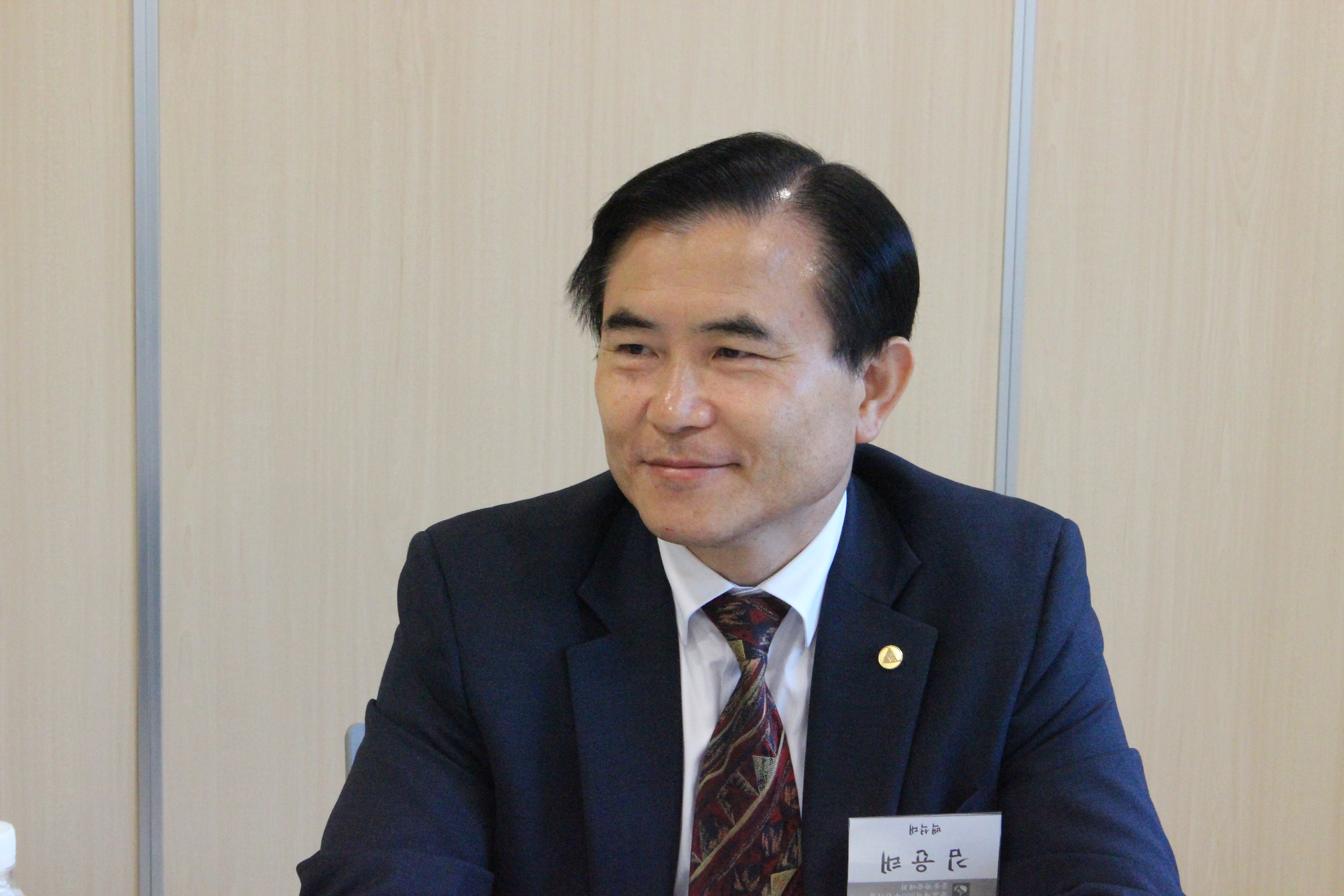
백석대 김윤태 박사
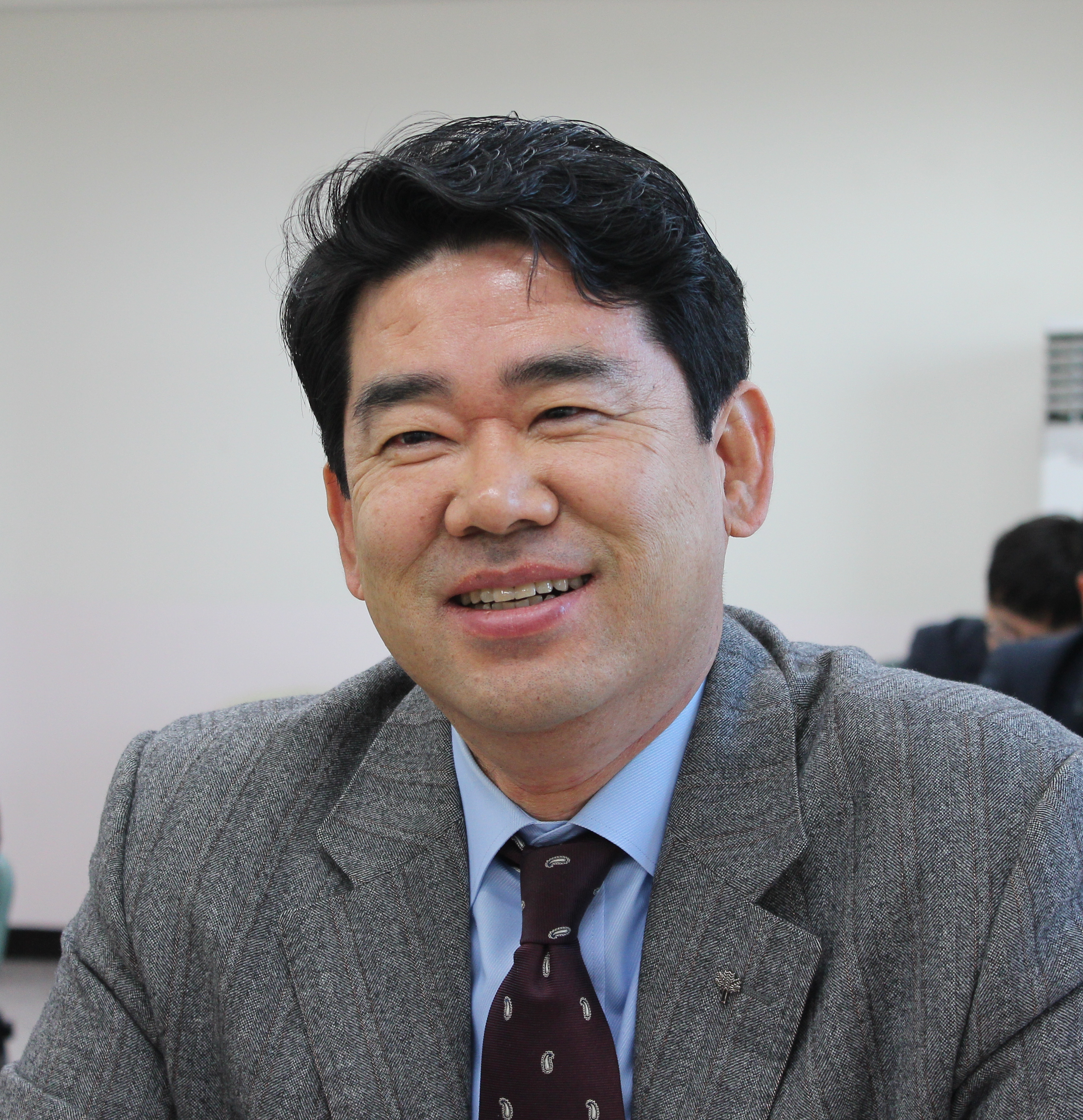
한세대학교 영산신학연구소 신문철 교수
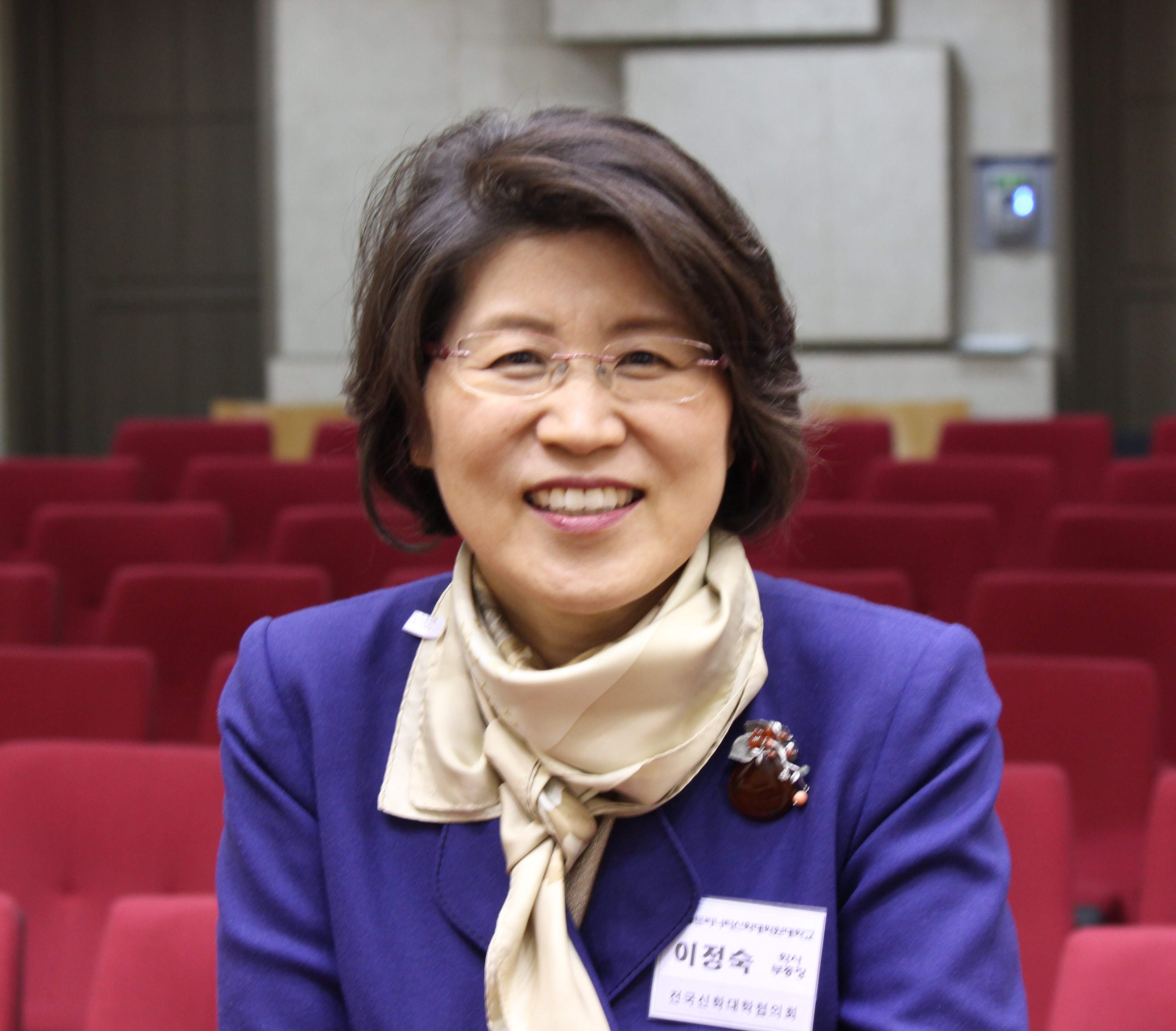
횟불 신학교 총장 이정숙 박사(횃불 신학교)
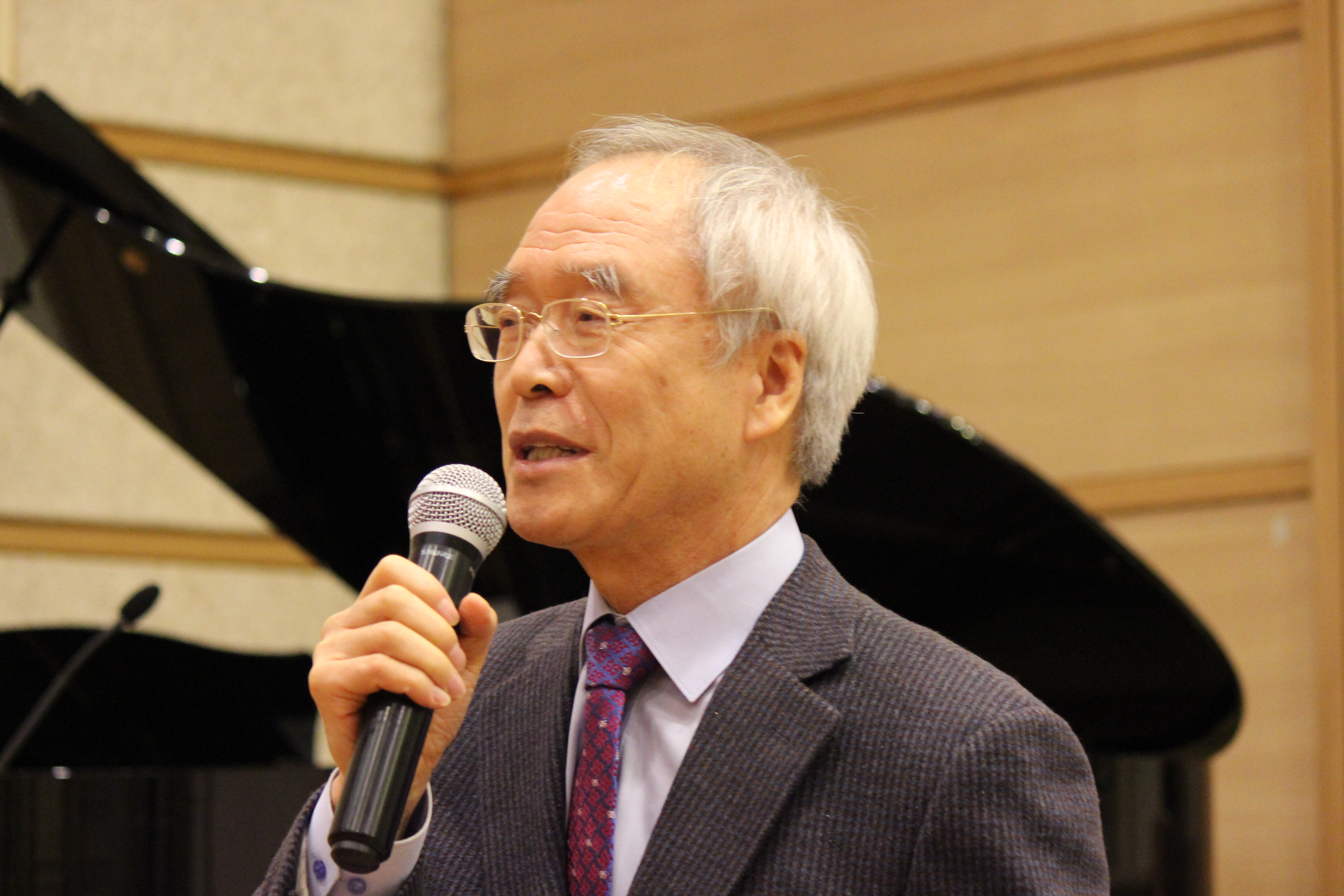
고신대 이상규 교수
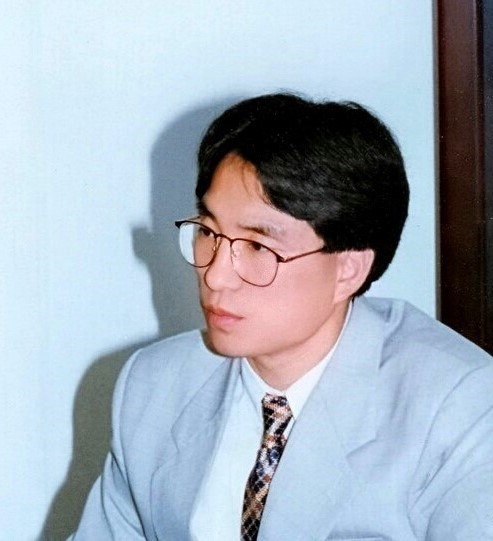
하승무 한국장로회신학교 교수

- 신학자들 사진들
- 신학자들 신학회 모임에서

## 같이 보기
- 개혁신학자
- 한국의 신학자 목록
- 한국의 목회자 목록
- 기독교 신학자 목록
- 역대 기독교 신학자들
- 기독교 신학
- 교수
- 신학회
- 한국기독교학회
- 한국개혁신학회
- 한국복음주의조직신학회
- 한국조직신학회
- 한국장로교신학회
- 한국복음주의선교신학회
- 한국복음주의신학회

## 참고 문헌
- 한국교회를 빛낸 칼빈주의자들 (킹덤북스: 2020)

- 한국의 신학자들 1 (아벨서원: 2021)